# Discipolul diavolului (piesă de teatru)
Discipolul diavolului (în engleză The Devil's Disciple) este o piesă de teatru (o melodramă) din 1897 de George Bernard Shaw. Are loc la Websterbridge, New Hampshire, în 1777, când a început Războiul de Independență al Statelor Unite ale Americii (Campania de la Saratoga). Discipolul diavolului face parte din ciclul Trei piese pentru puritani, din care mai fac parte piesele Captain Brassbound's Conversion (1900) și Cezar și Cleopatra (1989).
Piesa prezintă câteva figuri de așa-ziși puritani, care pretind că îl slujesc pe Dumnezeu: doamna Dudgeon, cei doi frați William și Titus Dudgeon împreună cu soțiile lor.

## Acțiunea

### Actul I
Acțiunea are loc în Statele Unite în timpul Războiului de Independență. Într-unul dintre orașele americane, patriarhul unei familii numeroase, Timothy Dudgeon, moare. După moartea sa, se dovedește că, spre surprinderea tuturor rudelor sale, el și-a lăsat moștenire casa fiului său Richard, care era cunoscut în familia evlavioasă drept „oaia neagră” - printre păcatele sale, rudele au atribuit comunicarea cu persoane suspecte, o poftă constantă de aventuri și de contrabandă. Dick, dorind să-și tachineze rudele evlavioase, anunță că din această zi casa va fi casa diavolului.

### Actul II
Pastorul Anthony Anderson, care a fost prezent la citirea testamentului, îl invită pe Dick Dudgeon la casa sa, dorind să-l avertizeze despre pericol, întrucât, nu fără motiv, crede că englezii care au intrat în oraș l-ar putea spânzura pe Dudgeon pentru a-i intimida pe ceilalți. Cu toate acestea, conversația a fost întreruptă brusc, când Anderson a fost chemat la împărtășania unei femei pe moarte. Dudgeon rămâne în casă cu soția preotului, Judith, care îl consideră un păcătos și hulitor. În acest moment, soldații englezi intră în casă și declară că intenționează să-l aresteze pe preotul Anderson ca rebel care a chemat populația orașului să lupte împotriva regelui George al III-lea. Dick Dudgeon, după ce i-a făcut semn lui Judith să tacă, spune că el este Anthony Anderson și urmează convoiul. Întorcându-se acasă, preotul află despre ce s-a întâmplat de la soția sa și, îmbrăcându-se repede și urcându-se pe un cal, dispare într-o direcție necunoscută.

### Actul III
A doua zi, un tribunal militar condus de generalul Burgoyne și maiorul Swindon îl condamnă la moarte pe presupusul preot. Judith Anderson, dorind să-l salveze pe tânăr, pentru care deja simte simpatie pentru noblețea lui, spune adevărul, dar ofițerii englezi lasă sentința în vigoare. Execuția este întreruptă de sosirea unui curier din orașul vecin Springtown, unde cu o zi înainte a izbucnit o revoltă împotriva britanicilor. Spre surprinderea tuturor, toată lumea îl recunoaște pe liderul rebelilor drept fostul preot și acum căpitan al armatei de eliberare, Anthony Anderson. Dându-și seama că poziția armatei engleze este fără speranță, Burgoyne este nevoit să accepte condițiile propuse de Anderson - eliberarea lui Richard Dudgeon și retragerea trupelor engleze din oraș.

## Personaje
- Comentatorul
- Doamna Dudgeon
- Essie
- Christy Dudgeon
- Pastorul Anderson
- Judith Anderson
- Doamna Titus Dudgeon
- Unchiul Titus Dudgeon
- Unchiul William Dudgeon
- Doamna William Dudgeon
- Notarul Hawkins
- Richard Dudgeon
- Sergentul
- Maiorul Swindon
- Generalul Burgoyne
- Capelanul

## Ecranizări
- Discipolul diavolului (The Devil's Disciple), film din 1959 de Guy Hamilton
- Discipolul diavolului (The Devil's Disciple), film din 1987

## Teatru radiofonic
Piesa a fost înregistrată radio în anul 1956, fiind apoi distribuită de Electrecord cu un dublu vinil. Rolurile principale au fost intrepretate de Aura Buzescu (Doamna Dudgeon), Constantin Codrescu (Richard Dudgeon), Horia Căciulescu (Christy Dudgeon), Eva Pătrășcanu (Essie), Ion Manta (Pastorul Anderson), Marieta Deculescu (Judith Anderson), Alexandru Critico (Generalul Burgoyne), Florin Scărlătescu (Maiorul Swindon).